# Ace Sports Group Tennis Classic 2011
L'Ace Sports Group Tennis Classic 2011 è stato un torneo di tennis facente parte della categoria ITF Women's Circuit nell'ambito dell'ITF Women's Circuit 2011. Il torneo si è giocato a Lutz negli USA dal 17 al 23 gennaio 2011 e aveva un montepremi di 25 000 $.

## Vincitori

### Singolare
Laura Siegemund ha battuto in finale  Jessica Pegula con il punteggio di 6(4)–7 6–1 6–2

### Doppio
Ahsha Rolle /  Mashona Washington hanno battuto in finale  Gabriela Dabrowski /  Sharon Fichman con il punteggio di 6–4 6–4